# منصوره ثابت‌زاده
منصوره ثابت‌زاده (متولد 1345 خورشیدی) پژوهشگر ایرانی در حوزهٔ ادبیات و موسیقی و رقص و بازی‌های آئینی اقوام ایرانی است.

## زندگی‌نامه
ثابت‌زاده متولد تهران نویسنده، پژوهشگر ادبیات فارسی، موسیقی و رقص‌های اقوام ایرانی، دارای دکترای رشته زبان و ادبیات فارسی از واحد علوم و تحقیقات دانشگاه آزاد اسلامی تهران است. وی ازسال ۱۳۵۸ تحقیق در مبانی حرکتی و رقص‌های اقوام ایرانی را آغاز کرد و به آموختن موسیقی سنتی ایران نزد استادان بنام پرداخت و شیوه سنتورنوازی به سبک قدما (ردیف میرزا عبداله) و ردیف آوازی (روایت عبداله دوامی) و دوره‌های رساله‌شناسی و شناخت موسیقی قدیم ایران را به مدت ۱۵ سال نزد مجید کیانی فرا گرفت و ردیف آوازی به شیوهٔ عبدالله دوامی و سبک و سیاق آوازی قدما را از علی‌اکبر مجیدی شاگرد برتر عبدالله  دوامی و نورالدین رضوی سروستانی (روایت برومند) و محسن کرامتی (روایت طاهرزاده و سایر شیوه‌های قدما) آموخت و دانش آوازی خود را در محضر مجید کیانی با سنتور بازآموزی و تکمیل کرد. وی تئوری موسیقی غربی و آواز کلاسیک را زیر نظر پل زیتسوئل در ایالات متحده آمریکا فراگرفت. و با کورئوگرافی و ثبت و طراحی و حرکات موزون نمایشی نزد پروفسور ? نورجانف تئاترشناس، و نسا کورکاوا (تاجیکستان)، آمینه دیلبازیوا (جمهوری آذربایجان)، گنزالس (اسپانیا) و گلاکز (ایالات متحده آمریکا) آشنا شد.
ثابت‌زاده علاوه بر پژوهش موسیقی‌های جشنی و حرکتی نواحی ایران به بررسی رقص‌های ملل اطراف ایران نیز پرداخت. پژوهش وی در موسیقی شش مقام و سایر موسیقی‌های فارسی زبانان ماوراءالنهر با عنوان پژوهشی در موسیقی تاجیکستان برندهٔ جایزهٔ ملی پژوهش سال ۱۳۷۸ از وزارت فرهنگ و ارشاد اسلامی ایران شد.
وی در سالهای ۱۳۸۷ و ۱۳۸۸ به‌عنوان پژوهشگر نمونه دانشگاه آزاد واحد تهران‌ جنوب برگزیده شد.
تدریس وی در رشته موسیقی از اوایل دهه هفتاد در دانشگاه‌های تهران، هنر، سوره، آزاد و موسسات هنری آزاد آغازشد درحالی که با سمت عضو هیئت علمی در دانشکده ادبیات فارسی و زبان‌های خارجی در دانشگاه آزاد اسلامی واحد تهران جنوب به تدریس زبان و ادبیات فارسی مشغول بود و اینک مدیریت این گروه را برعهده دارد. او همچنین ریاست کانون پژوهش و نویسندگان موسیقی در خانه موسیقی را سال ها به عهده داشته و در پژوهش و ساخت برنامه‌های معرفی موسیقی نواحی ایران نظیر برنامه موسیقی ترقه و روز نوروز شرکت داشته‌است. در حال حاضر وی به پژوهش و تدوین نخستین فرهنگنامه موسیقی‌های جشنی و رقصی اقوام ایرانی مشغول است.
کتاب ها و سی دی های او از انتشارات معتبر و مهم ایرانی همانند انتشارات ماهور منتشر شده است.
او از پرو هشگران بزرگ موسیقی محلی و ملی ایران است.

## دیدگاه
ثابت‌زاده اصالت‌های فرهنگی را در پژوهش‌هایش جستجو می‌کند و در خصوص حرکت‌شناسی و رقص اقوام ایرانی و مناطق همجوار آن تحقیقات گسترده‌ای کرده‌است. سی دی‌های پژوهشی وی شامل آنالیز و طبقه‌بندی موسیقی‌های رقصی استان‌های لرستان و کردستان، شمال خراسان (کرمانجی)، شرق خراسان (تربت جام)، ترکمن، بختیاری و قشقایی و کرمان است که در سال ۱۳۸۲ مؤسسه ماهور آن‌ها را انتشار داده‌است. وی از منتقدان موسیقی رسانه‌ای است که آن را فاقد اصالت می‌داند. وی همچنین وضعیت موسیقی مذهبی ایران را مورد نقد قرار داده‌است و تأثیر گرفتن آن از موسیقی پاپ را در تضاد با موسیقی مذهبی اصیل دانسته‌است.

## آثار
ثابت‌زاده چند کتاب و بیش از پنجاه مقاله نوشته‌است، از جمله مقاله‌هایی در پرتال جامع علوم انسانی که عموماً مربوط به موسیقی یا تأثیر موسیقی در زبان و ادبیات فارسی هستند. وی همچنین دو مدخل «بوسلیک» و «بیات ترک» را برای دائرةالمعارف بزرگ اسلامی و نیز مدخل رقص در ایران را در دانشنامه مردم ایران نوشته‌است.

### کتاب‌ها و آثار هنری
- رساله موسیقی نجم الدین کوکبی و سیف غزنوی (تصحیح نسخه خطی). انجمن آثار و مفاخر فرهنگی. ۱۳۸۲.
- بحور و اوزان اشعار فارسی. نشر زوار. ۱۳۸۸. شابک ‎۹۷۸-۹۶۴-۴۰۱-۳۷۰-۶
- تصاویر موسیقایی در شعر پارسی. نشر زوار. ۱۳۸۹. شابک ‎۹۷۸-۹۶۴-۴۰۱-۴۲۲-۲
- فرهنگ عروضی اشعار رودکی. نشر زوار. ۱۳۸۹. شابک ‎۹۷۸-۹۶۴-۴۰۱-۴۱۰-۹
- موسیقی تاجیکستان: بررسی شش مقام و موسیقی‌های فارسی‌زبانان ماوراءالنهر. نشر زوار. ۱۳۹۵. شابک ‎۹۷۸-۹۶۴-۴۰۱-۴۰۹-۳
- پژوهش موسیقی‌های رقصی اقوام ایرانی
- موسیقی رقص‌های کردستان، شرق خراسان (تربت جام)، کرمان، مازندران، لرستان، بختیاری، شمال خراسان (کرمانجی) ترکمنی…
- پژوهش موسیقی‌های ایل بختیاری است در ۴ حوزه شمالی، مرکزی، جنوبی، و غربی زاگرس نشینان لر بختیاری
- آوازها، ترانه‌ها، شاهنامه خوانی، گاگریو و موسیقی سوگ و تعزیه، رپرتوارنی شبانی، رپرتوارسرنا و دهل، لالایی‌ها، کار…